# Ubisoft Connect
Ubisoft Connect (bis 2020 Uplay) ist eine Internet-Vertriebsplattform für Computerspiele und Software, die von Ubisoft entwickelt und betrieben wird.

## Funktionen
Mit der Veröffentlichung von Assassin’s Creed II im Jahr 2009 startete Ubisoft das Uplay-Netzwerk. Uplay erlaubt es, sich mit anderen Spielern zu verbinden und Belohnungen zu erlangen, wenn bestimmte Erfolge, sogenannte „Actions“, erfüllt werden.
Es existiert auch eine Art Treuepunkte-System. Jedes Uplay-aktivierte Spiel hat mindestens vier spezifische Aktionen, welche erfüllt werden können. Der Spieler erhält für die Erfüllung dieser Aktionen so genannte Ubisoft Connect-Units (frühere Bezeichnung: Uplay Units). Jede Aktion belohnt den Spieler mit 5, 10, 15, 20, 30 oder 40 Units, welche dazu benutzt werden können, Spielbelohnungen freizuschalten oder Einkäufe im Ubisoft Store zu tätigen. Die Einheiten sind nicht an ein spezielles Spiel gebunden. Es ist also möglich, die Einheiten, die in einem bestimmten Spiel erarbeitet wurden, in einem anderen Spiel für Belohnungen auszugeben. Die Units haben allerdings ein Verfallsdatum von zwei Jahren.

## Ubisoft Game Launcher
Ubisoft Game Launcher war ein Kopierschutz, der eine permanente Internetverbindung und ein Benutzerkonto bei Ubisoft voraussetzte. Sobald die Verbindung abbrach, pausierte das Spiel. Der Ubisoft Game Launcher umfasste Schnittstelle für Multiplayer-Partien, die Speicherung des Spielfortschritts auf den Ubisoft-Servern, als auch einen automatischen Update-Service. Bei der Einführung in Assassin’s Creed II, Splinter Cell: Conviction, Die Siedler 7 und Silent Hunter 5 stand das System stark in der Kritik. Spieler riefen Spieler zum Boykott auf. Zudem wurde der Kopierschutz schnell von Crackern ausgehebelt. Im Falle von Die Siedler 7 brach das System über die Feiertage zusammen. Die Server waren nicht erreichbar und die Spieler ausgesperrt. Letztendlich gab Ubisoft nach und lockerte den Onlinezwang. Mit der Veröffentlichung von Anno 2070 wurde das Spiel nur noch an den Zugang zur Distributionsplattform Uplay gekoppelt und die Kopierschutzfunktion nicht mehr verwendet.

## Uplay+
Auf der Electronic Entertainment Expo 2019 stellte Ubisoft das kostenpflichtige monatliche Spiele-Abo Uplay+ vor. Abonnenten können für 14,99 € im Monat auf über 100 Spiele zugreifen. Alle Titel sollen ebenfalls mit dem Cloud-Gaming-Dienst Google Stadia spielbar sein. Im Gegensatz zu Electronic Arts Origin Access, welcher neben Electronic Arts auch weitere Spiele-Publisher beinhaltet, wird es bei Uplay+ ausschließlich Ubisoft-Spiele geben und keine kostengünstigere Basis-Version geben. Gestartet wurde der Dienst am 3. September 2019 mit einer kostenlosen Testphase, die bis zum Ende des Monats ging.

## DRM
Die Windows-Version von Uplay benötigte zunächst eine dauerhafte Internetverbindung, um Uplay-aktivierte Spiele spielen zu können. Spiele ließen sich ohne aktive Internetverbindung nicht starten und stoppen, wenn die Internetverbindung abbrach. Je nach Spiel wurde man zu seinem letzten Speicherpunkt zurückgesetzt oder das Spiel an der aktuellen Position gespeichert. Einige Spiele, wie zum Beispiel Assassin’s Creed II wurden später aktualisiert um die exakte Position des Spielers vor einer Internetunterbrechung abzuspeichern. An dieser Position konnte weitergespielt werden, sobald die Internetverbindung wiederhergestellt wurde.
Dieses Verhalten kam schnell in die Kritik, als nach einem DOS-Angriff auf die Ubisoft-DRM-Server die Spiele Silent Hunter 5 und Assassin’s Creed II für einige Tage unspielbar waren.
Ende 2010 wurde der Onlinezwang zunächst aufgehoben und es war nur noch eine Validierung bei Spielstart erforderlich.  Mit den 2011 veröffentlichten Spielen Driver: San Francisco und From Dust wurde der Onlinezwang für diese Spiele wieder eingeführt. From Dust erhielt später einen Patch, der den Onlinezwang wieder entfernte.
Im September 2012 bestätigten Ubisoft-Mitarbeiter in einem Interview, dass zukünftige Spiele keinen Onlinezwang mehr erhalten würden, sondern nur noch eine Aktivierung während der Spielinstallation. Zuvor hatte ein Browser-Plugin des Kopierschutzes eine Sicherheitslücke in das System des Nutzers gerissen. Mozilla setzte das Plugin umgehend auf eine Schwarzliste.

## Uplay-Spiele
- Anno 1800
- Anno 2070
- Anno 2205
- Assassin’s Creed II
- Assassin’s Creed III
- Assassin’s Creed IV: Black Flag
- Assassin’s Creed: Brotherhood
- Assassin’s Creed Multiplayer Rearmed
- Assassin’s Creed Project Legacy
- Assassin’s Creed Recollection
- Assassin’s Creed: Revelations
- Assassin’s Creed Rogue
- Assassin’s Creed Unity
- Assassin’s Creed Syndicate
- Assassin’s Creed Origins
- Assassin’s Creed Odyssey
- Avengers: Battle for Earth
- Brothers in Arms: Furious 4
- Call of Juarez: The Cartel
- Child of Light
- Driver: San Francisco
- ESPN Sports Connection
- Far Cry 3
- Far Cry 3: Blood Dragon
- Far Cry 4
- Far Cry Primal
- Far Cry 5
- From Dust
- Just Dance 3 (nur Xbox-360-Version)
- Just Dance 4
- Might & Magic Heroes VI
- Might & Magic Heroes VI: Shades of Darkness
- Might & Magic X: Legacy
- MotionSports
- MotionSports Adrenaline
- My Fitness Coach Club
- Prince of Persia: The Forgotten Sands
- PowerUp Heroes
- Pure Football
- R.U.S.E.
- Rabbids Land
- Raving Rabbids: Alive & Kicking
- Rayman Legends
- Rocksmith 2014
- Shaun White Skateboarding
- Die Siedler 7
- Silent Hunter 5: Battle of the Atlantic
- Spartacus Legends
- Die Abenteuer von Tim und Struppi: Das Geheimnis der Einhorn
- The Crew
- The Crew 2
- Tom Clancy’s H.A.W.X. 2
- Tom Clancy’s Ghost Recon Breakpoint
- Tom Clancy’s Ghost Recon: Future Soldier
- Tom Clancy’s Ghost Recon Wildlands
- Tom Clancy’s Rainbow Six Siege
- Tom Clancy’s Splinter Cell: Blacklist
- Tom Clancy’s Splinter Cell: Conviction
- Tom Clancy’s The Division
- TrackMania Turbo
- Trials Evolution: Gold Edition
- Trials Fusion
- Toys’R’Us Towers
- Valiant Hearts: The Great War
- Watch Dogs
- Watch Dogs 2
- Your Shape: Fitness Evolved
- Your Shape: Fitness Evolved 2012
- Your Shape: Fitness Evolved 2013

## Kritik
Die PC-Version von Watch Dogs benötigt auch dann zwingend Uplay, wenn es über die Konkurrenzplattform Steam erworben wird. Die Fachpresse kritisiert diese Form des übertriebenen Vendor-Lock-in als wenig kundenfreundlich.
Ubisoft sorgte für negative Schlagzeilen, nachdem bekannt wurde, dass Zugänge bei Uplay nach einem Zeitraum der Inaktivität mitsamt allen Spielen gelöscht werden. Der Zeitraum wird auf 4 Jahre geschätzt.